# Mât de charge

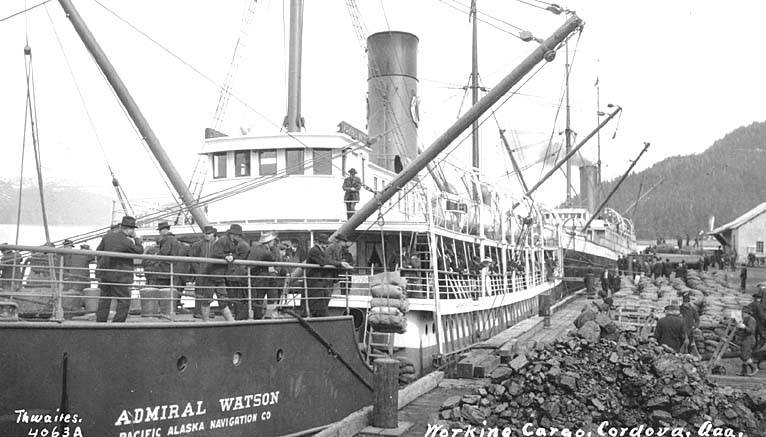
Chargement à l'aide de mâts de charge

Le mât de charge ou corne de charge est un système utilisé pour le déplacement, le chargement ou le déchargement de certaines marchandises (généralement colis et palettes) sur des navires de charge. 

## Fonctionnement et sémantique

Schéma 2 : mâts de charge jumelés.

Le mât de charge est articulé sur un mât au moyen d'un vis-de-mulet. Il est possible de le  manœuvrer verticalement (apiquer) à l'aide de câbles appelés martinets (2), enroulés sur des treuils dits d'apiquage (6).
Le mât de charge est maintenu de chaque bord par des câbles appelés gardes ou fausses gardes (7). Ces derniers peuvent également être montés sur treuils.
Lorsque deux mâts de charge sont jumelés (schéma 2), un câble appelé entremise (3) les empêche de s'écarter l'un de l'autre. Dans le cas de mâts de charges jumelés, il est possible d'effectuer les mouvements à la mer car la charge suspendue ne prend, pas ou, que peu de mouvement de balancement, le centre de rotation étant le triangle et non la tête de la corne. Ce système est une alternative maritime à la grue.

Les câbles servant à hisser la charge se nomment cartahus (1) et sont enroulés sur des treuils de charge (5). Ils se rejoignent sur un triangle appelé trèfle, lui-même muni d'un croc (crochet) et quelquefois d'un émerillon, afin d'y saisir l'élingue du colis.

Schéma 1 : mât de charge vu de côté.